# T'es folle ou quoi ?

T'es folle ou quoi ? est un film français de Michel Gérard sorti en 1982.

## Synopsis
Dominique Lombardi est directeur des informations d'une chaîne de télévision régionale. Homosexuel, il entretient une relation secrète avec son jeune poulain, Jean-François Sevran, journaliste et présentateur des informations de sa chaîne. Afin de cacher cette relation, les deux compères vivent dans le même immeuble et ont aménagé une trappe pour se voir sans croiser leur indiscret plombier de voisin dans les escaliers. Jeune homme, Jean-François se cherche, jusqu'au jour où il rencontre Florence, la nouvelle sous-préfète de son arrondissement qu'il doit interviewer...

## Fiche technique
- Titre : T'es folle ou quoi ?
- Réalisation : Michel Gérard, assisté de Vincent Lombard
- Scénario : Michel Gérard et Gérard Lamballe
- Musique : Michel Magne
- Année : 1982
- Pays :  France
- Genre : comédie
- Date de sortie en salles en France : 6 janvier 1982

## Distribution
- Aldo Maccione : Dominique Lombardi
- Fabrice Luchini : Jean-François Sevran
- Nicole Calfan : Florence, la sous-préfète
- Popeck : Le plombier
- Darry Cowl : lui-même
- Catherine Lachens : Louise, la journaliste de météo
- Marthe Villalonga : Mme Deprelet, la mère de Florence
- François Carton
- Bernard Charlan
- Josiane Delettre
- Annie Kerani
- Gérard Loussine
- Florent Pagny : un jeune rural
- Jackie Sardou : La gardienne
- Bhime Souaré
- Jean-Marie Vauclin : Un jeune rural
- Mimi Young
- César Baldaccini : Le sculpteur (non crédité)
- Claude Jaeger : L'industriel (non crédité)
- Annie Savarin (non créditée)